# افرای زیبولد
افرای زیبولد (نام علمی: Acer sieboldianum) نام یک گونه از سرده افرا است.